# Van Neck (Den Haag)

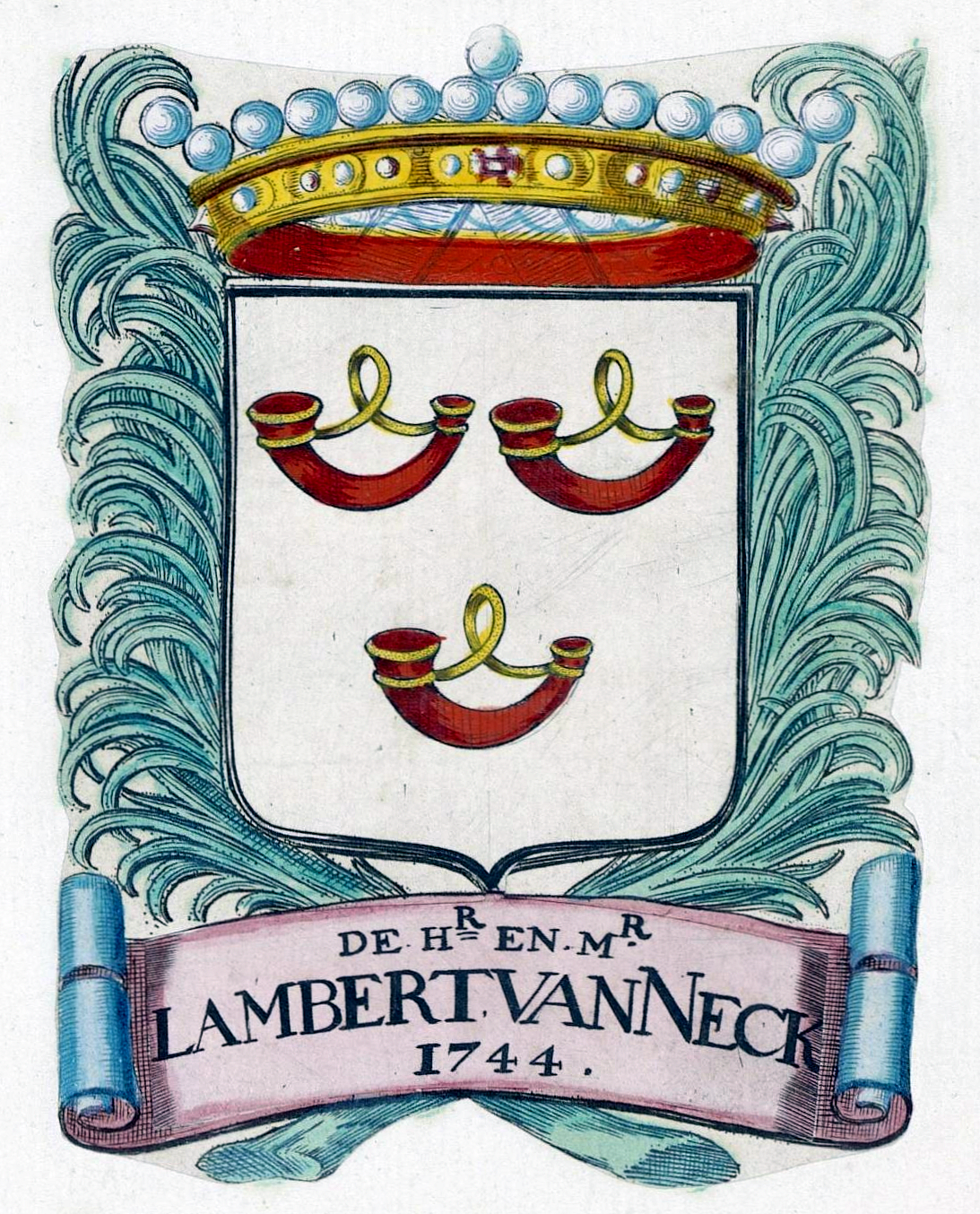
Wapen van Lambert van Neck als vroedschap van Rotterdam, 18e eeuw, coll. Rijksmuseum Amsterdam

Van Neck was een Nederlands regentengeslacht. Volgens H. Ten Boom behoorden de Van Necks "door hun rijkdom en aanzien" bij de sociale elite. De broers Gerard en Joshua emigreerden naar Engeland en werden succesvolle kooplieden en bankiers. Joshua werd voor zijn verdiensten aan de Engelse regering tot baronet verheven.

## Enkele telgen
- Dirck Symonsz van Neck, schepen van 's-Gravenhage in 1540/41, 1544/45 en 1545/1546.
- Willem Gerritsz van Neck (?-1578), kaarsmaker[4], deurwaarder, lid van de Haagse vroedschap
  - Adriaan Wilemsz van Neck (?-1607), lid van de Haagse vroedschap[5]
    - Willem Adriaensz van Neck (1580-1633), zijdewever, zijdekramer, lid vroedschap en schepen van 's-Gravenhage
      - Hendrick Wilemsz van Neck, klerk van de secretarie 's-Gravenhage[6]
      - Abraham Willemz van Neck (1633-1684), kamerbewaarder, (later) deurwaarder van de Financien van Holland[7]
        - Cornelius Abrahamsz van Neck (1658-1737), betaalmeester van de troepen der Republiek der Zeven Verenigde Nederlanden, lid van de Haagse Vroedschap, in 1717 procureur voor de Gecommitteerde Raden van Holland.[8]
          - Gerard van Neck (1692-1750), koopman en bankier in Londen
          - Lambert Cornelisz van Neck (1696-1749), heer van Capelle aan den IJssel, commies-fiscaal ter recherche der algemene middelen van Holland over het Zuiderkwartier, vroedschap en pensionaris van Rotterdam.[9]
            - Elisabeth Maria van Neck (1741-1817), vrouwe van Capelle aan den IJssel; trouwde in  1758 met Willem Prins, bewindhebber VOC, schepen van Rotterdam, schepen van Baljuwschap Schieland.

          - Sir Joshua van Neck, 1st Baronet (1701-1777), koopman en bankier in Londen
          - Jacobus Cornelisz van Neck (1702-1752), burgemeester van 's-Gravenhage (1751-2).
            - Abraham van Neck (1734-1789), schepen (1759-1773, 1787-8) en burgemeester van 's-Gravenhage (1784-1786, 1788-9).[10]
              - Susanna Jacoba Johanna van Neck (1760-1846); trouwde in 1779 met Hendrik Adriaan Caan (1755-1816), secretaris van 's Gravenhage, hoogheemraad van Baljuwschap Delfland.[11]

## Familiebezittingen
- Den Honaard (1788-1789)

## Wapen
In zilver drie rode jachthoorns, goud beslagen, geopend, gemond en gesnoerd.

## Tak Vanneck
Deze nog levende zijtak stamde af van Joshua Vanneck, zoon van Cornelius Van Neck. Hij emigreerde in 1722 naar Engeland en werd een succesvolle koopman in London. Met zijn inkomen was hij in staat om Heveningham Hall in Suffolk te kopen. Hij werd in 1751 tot Baronet van Putney verheven en ging verder onder de familienaam Vanneck. Hij overleed op 6 maart 1777 en werd als baronet opgevolgd door zijn oudste zoon Gerard. Zijn tweede zoon Joshua,3d baronet, werd in 1796 verheven tot Baron Huntingfield van de Peerage van Ierland. Joshua erfde Heveningham Hall van zijn broer Gerard. Nakomelingen van Joshua Cornelisz van Neck:
| - Sir Gerard William Vanneck, 2nd Baronet Putney (1743–1791) | - Joshua Vanneck, 1st Baron Huntingfield (1745–1816) - Joshua Vanneck, 2nd Baron Huntingfield (1778–1844) - Charles Andrew Vanneck, 3rd Baron Huntingfield (1818–1897) - Joshua Charles Vanneck, 4th Baron Huntingfield (1842–1915) - William Charles Arcedeckne Vanneck, 5th Baron Huntingfield (1883–1969) - Gerard Charles Arcedeckne Vanneck, 6th Baron Huntingfield (1915–1994) - Joshua Charles Vanneck, 7th Baron Huntingfield (geboren 1954) - Hon. Gerald Charles Alastair Vanneck (geboren 1985) |

## Portretten

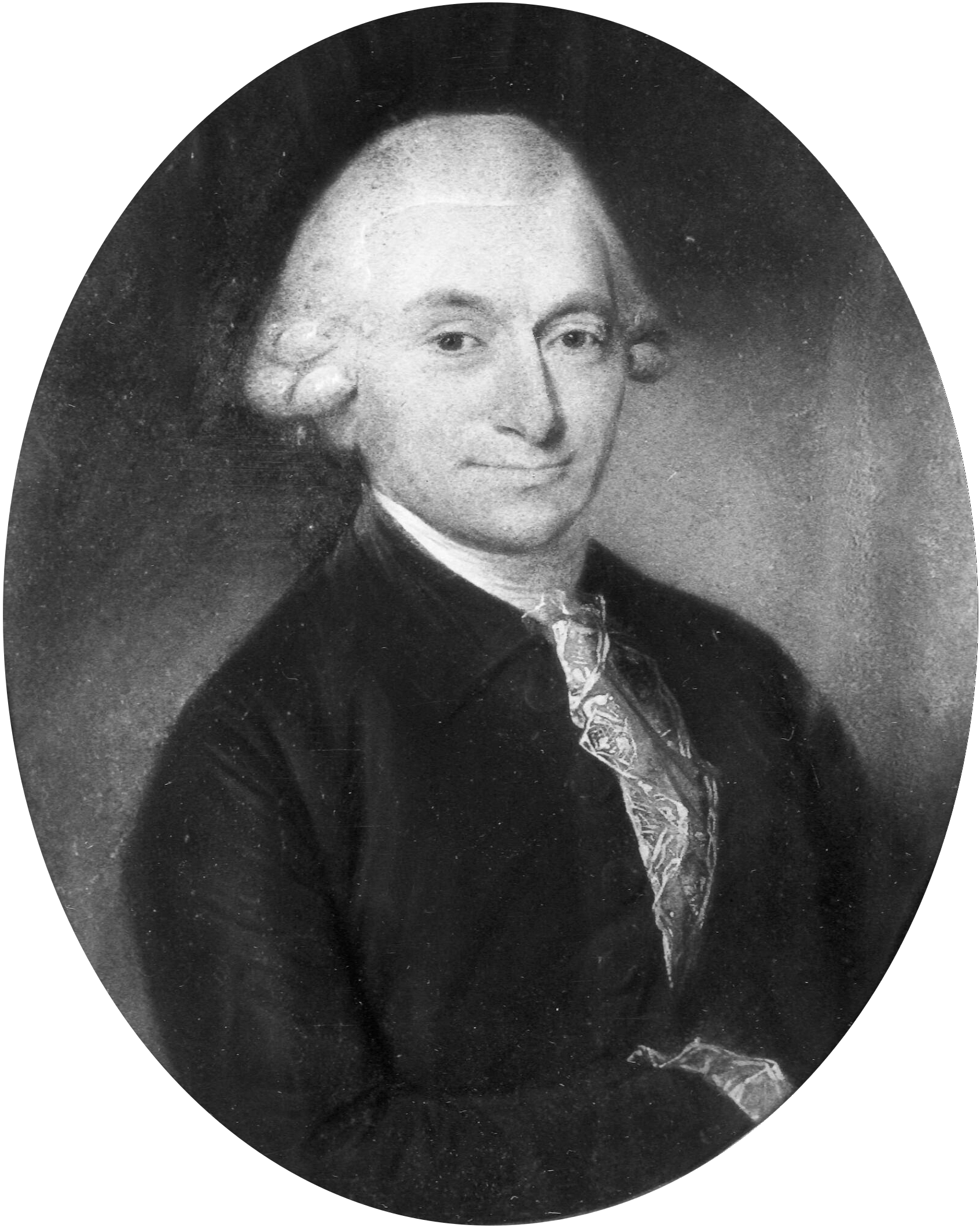
Abraham van Neck (1734-1789)
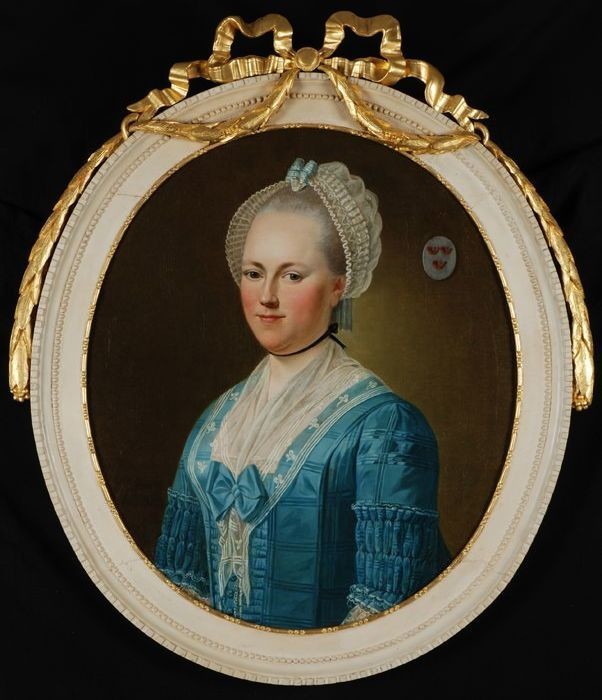
Elisabeth Maria van Neck (1741-1817)